# St. Gorazd Peak
Der St. Gorazd Peak (englisch; bulgarisch връх Св. Горазд wrach Sw. Gorasd) ist ein felsiger, teilweise unvereister und 650 m hoher Berg an der Oskar-II.-Küste des Grahamlands auf der Antarktischen Halbinsel. In den Poibrene Heights auf der Blagoewgrad-Halbinsel ragt er 2,8 km östlich des Ravnogor Peak, 11,38 km westlich des Daskot Point und 2,5 km nördlich des Dimcha Peak auf. Das Vaughan Inlet liegt nordöstlich von ihm.
Die bulgarische Kommission für Antarktische Geographische Namen benannte ihn 2012 nach Gorasd, Schüler der Slawenmissionare Kyrill und Method und Heiliger der Bulgarisch-orthodoxen Kirche.